# Fossorochromis rostratus
Fossorochromis rostratus – gatunek słodkowodnej ryby z rodziny pielęgnicowatych (Cichlidae), jedyny przedstawiciel rodzaju Fossorochromis. Bywa hodowany w akwariach.

## Występowanie
Gatunek endemiczny jeziora Malawi w Afryce.

## Opis
Osiąga w naturze do 24 cm długości. Żywi się bezkręgowcami.
| Zalecane warunki w akwarium | Zalecane warunki w akwarium |
| --------------------------- | --------------------------- |
| Zbiornik                    | duży                        |
| Temperatura wody            | 24–27 °C                    |
| Twardość wody               | twarda 8–25°n               |
| Skala pH                    | 7,3–8,8                     |
| Pokarm                      | żywy, mrożony i suchy       |